# Charlotte Petri Gornitzka
Eva Charlotte Petri Gornitzka, född Petri 2 januari 1959 i Lidingö församling i Stockholms län, är en svensk ämbetsman. Hon är sedan 1 november 2024 landshövding i Gotlands län.
Hon har tidigare bland annat varit generaldirektör för Sida 2011–2016, assisterande generalsekreterare och biträdande exekutivdirektör för Unicef 2018–2021 och generaldirektör för Myndigheten för samhällsskydd och beredskap (MSB) 2021–2024.

## Bakgrund
Charlotte Petri Gornitzka är dotter till advokat Hjalmar Petri och Ingbritt, född Nordin. Hon studerade vid Calle Flygares teaterskola och utbildade sig till musiklärare vid Stockholms musikpedagogiska institut samt har arbetat som musikkonsulent och informationschef på Tjänstemännens Bildningsverksamhet (TBV) och som konsult med inriktning på förändringsledning på Askus 1990–1998.

## Karriär inom utvecklingssamarbete
Med början 1998 bytte Petri Gornitzka inriktning och kom att arbeta med bistånd och internationellt utvecklingssamarbete. Hon började som informationschef och biträdande generalsekreterare på Svenska Röda Korset 1998–2003 för att sedan bli generalsekreterare för Rädda Barnens riksförbund 2003–2008 och därefter generalsekreterare för Internationella Rädda Barnen 2008–2010 med tjänstgöring i England. Under den här perioden började Petri Gornitzka också uppmärksammas i statliga uppdrag. Från 2007 var hon till exempel ledamot i styrelsen för Vetenskapsrådet. Under en tid ingick hon även i Barnombudsmannens expertråd.
Efter att under lång tid ha varit verksam i olika civilsamhällesorganisationer bytte Petri Gornitzka 2010 återigen inriktning, när hon den 1 juni tillträdde ett uppdrag som chef inom en statlig myndighet. Från början var hon vikarierande generaldirektör för Styrelsen för internationellt utvecklingssamarbete (Sida) för att från februari  2011 till och med september 2016 vara förordnad som ordinarie generaldirektör för myndigheten.
I september 2012 kritiserade Sidas korruptionsutredare henne för att hon hade anställt en ingift släkting vid myndigheten med opassande hög lön. Då Petri Gornitzka skrivit under beslutet i fråga konstaterades att hanteringen formellt var felaktig. Däremot bedömde myndigheten att det saknades uppsåt och någon anmälan upprättades ej.

## Internationell karriär
Petri Gornitzka blev första svensk och första kvinna att leda OECD:s biståndskommitté Development Assistance Committee (DAC), när hon 2016 tillträdde som kommitténs ordförande. Efter hennes utnämning riktades kritik mot kommitténs tillsättningsförfarande och det faktum att Sveriges regering hade förbundit sig att betala hennes lön.
Hon är vidare vice ordförande World Economic Forums Global Agenda Council on Youth Unemployment,[källa behövs] och oktober 2018 – december 2019 var hon ledamot i insynsrådet för Myndigheten för samhällsskydd och beredskap (MSB).
Den 7 september 2018 utsågs hon av FN:s generalsekreterare António Guterres till assisterande generalsekreterare och biträdande exekutivdirektör för Unicef. Uppdraget var förlagt till FN-högkvarteret i New York.

## Myndigheten för samhällsskydd och beredskap och landshövding i Gotlands län
Den 30 september 2021 meddelade regeringen att Petri Gornitzka utsetts till ny generaldirektör för Myndigheten för samhällsskydd och beredskap, MSB. Hon tillträdde uppdraget den 10 december, och förordnandet sträcker sig till och med 31 december 2025. Den 28 juni 2024 utsåg regeringen Charlotte Petri Gornitzka till ny landshövding och chef för Länsstyrelsen i Gotlands län från och med den 1 november 2024 till och med den 31 december 2027.

## Familj
Petri Gornitzka gifte sig 1991 med marknadsföraren och musikern Gawe (Lars) Gornitzka, med vilken hon har sönerna juristen Viktor Petri Gornitzka och IT-ingenjören Lukas Gornitzka. Maken avled 2010.

## Utmärkelser
- H. M. Konungens medalj i guld av 12:e storleken (Kon:sGM12, 2008) för betydelsefulla insatser för främjande av barns rättigheter[23][24]